# Allsvenskan i bandy 1992/1993
Allsvenskan i bandy 1992/1993 var Sveriges högsta division i bandy för herrar säsongen 1992/1993. Norrgruppstvåan Västerås SK lyckades vinna svenska mästerskapet efter seger med 5-4 i sudden death mot norrgruppsvinnaren IF Boltic i finalmatchen på Studenternas IP i Uppsala den 21 mars 1993.

## Förlopp
Skytteligan vanns av Jonas Claesson, Vetlanda BK med 53 fullträffar..

## Seriespelet
Spelades 22 november 1992-17 januari 1993.

### Norrgruppen
| Nr | Lag            | S  | V  | O | F  | +/-   | P  |
| -- | -------------- | -- | -- | - | -- | ----- | -- |
| 1  | IF Boltic      | 14 | 14 | 0 | 0  | 98-37 | 28 |
| 2  | Västerås SK    | 14 | 10 | 1 | 3  | 79-43 | 21 |
| 3  | Sandvikens AIK | 14 | 7  | 1 | 6  | 72-57 | 15 |
| 4  | Selånger SK    | 14 | 7  | 1 | 6  | 58-56 | 15 |
| 5  | IK Sirius      | 14 | 5  | 1 | 8  | 55-67 | 11 |
| 6  | Edsbyns IF     | 14 | 4  | 2 | 8  | 53-81 | 10 |
| 7  | Falu BS        | 14 | 4  | 0 | 10 | 44-77 | 8  |
| 8  | Ljusdals BK    | 14 | 2  | 0 | 12 | 41-82 | 4  |

### Södergruppen
Spelades 22 november 1992-17 januari 1993.
| Nr | Lag                | S  | V  | O | F  | +/-    | P  |
| -- | ------------------ | -- | -- | - | -- | ------ | -- |
| 1  | Vetlanda BK        | 14 | 13 | 1 | 0  | 102-43 | 27 |
| 2  | Villa Lidköping BK | 14 | 8  | 4 | 2  | 64-41  | 20 |
| 3  | Nässjö IF          | 14 | 6  | 3 | 5  | 50-41  | 15 |
| 4  | IFK Motala         | 14 | 6  | 1 | 7  | 46-50  | 13 |
| 5  | IFK Vänersborg     | 14 | 4  | 4 | 6  | 52-65  | 12 |
| 6  | Tranås BoIS        | 14 | 5  | 0 | 9  | 59-82  | 10 |
| 7  | Ale Surte SK       | 14 | 4  | 1 | 9  | 40-71  | 9  |
| 8  | IFK Kungälv        | 14 | 2  | 2 | 10 | 46-66  | 6  |

### Elitserien
Spelades 22 januari-21 februari 1993.
| Nr | Lag                | S | V | O | F | +/-   | P  |
| -- | ------------------ | - | - | - | - | ----- | -- |
| 1  | Västerås SK        | 7 | 6 | 1 | 0 | 41-16 | 13 |
| 2  | IF Boltic          | 7 | 4 | 2 | 1 | 30-13 | 10 |
| 3  | Sandvikens AIK     | 7 | 4 | 0 | 3 | 33-22 | 8  |
| 4  | IFK Motala         | 7 | 3 | 1 | 3 | 21-28 | 7  |
| 5  | Villa Lidköping BK | 7 | 2 | 2 | 3 | 24-24 | 6  |
| 6  | Vetlanda BK        | 7 | 2 | 1 | 4 | 24-31 | 5  |
| 7  | Nässjö IF          | 7 | 1 | 2 | 4 | 16-35 | 4  |
| 8  | Selånger SK        | 7 | 1 | 1 | 5 | 15-35 | 3  |

### Allsvenska fortsättningsserien
Spelades 22 januari-21 februari 1993.
| Nr | Lag            | S | V | O | F | +/-   | P |
| -- | -------------- | - | - | - | - | ----- | - |
| 1  | Ljusdals BK    | 7 | 4 | 1 | 2 | 22-16 | 9 |
| 2  | IK Sirius      | 7 | 4 | 0 | 3 | 32-20 | 8 |
| 3  | IFK Vänersborg | 7 | 3 | 2 | 2 | 23-14 | 8 |
| 4  | Edsbyns IF     | 7 | 3 | 2 | 2 | 29-24 | 8 |
| 5  | Tranås BoIS    | 7 | 4 | 0 | 3 | 32-36 | 8 |
| 6  | IFK Kungälv    | 7 | 3 | 1 | 3 | 22-20 | 7 |
| 7  | Ale Surte SK   | 7 | 3 | 0 | 4 | 14-31 | 6 |
| 8  | Falu BS        | 7 | 1 | 0 | 6 | 20-33 | 2 |

## Seriematcherna

### Norrgruppen
| - 22 november 1992 Ljusdals BK-Falu BS 3-4 - 22 november 1992 Selånger Bandy-IF Boltic 4-6 - 22 november 1992 IK Sirius-Edsbyns IF 5-4 - 22 november 1992 Västerås SK-Sandvikens AIK 9-3 - 25 november 1992 Boltic-Sirius 6-3 - 25 november 1992 Edsbyn-Selånger 8-6 - 25 november 1992 Falun-Västerås 5-8 - 25 november 1992 Sandviken-Ljusdal 12-2 - 29 november 1992 Falun-Edsbyn 7-3 - 29 november 1992 Ljusdal-Sirius 3-9 - 29 november 1992 Sandviken-Boltic 4-6 - 29 november 1992 Västerås-Selånger 10-2 - 2 december 1992 Boltic-Ljusdal 10-2 - 2 december 1992 Edsbyn-Västerås 2-5 - 2 december 1992 Selånger-Falun 7-2 - 2 december 1992 Sirius-Sandviken 3-3 - 6 december 1992 Edsbyn-Boltic 2-7 - 6 december 1992 Falun-Sandviken 2-10 - 6 december 1992 Selånger-Sirius 4-1 - 6 december 1992 Västerås-Ljusdal 6-1 - 8 december 1992 Sandviken-Edsbyn 6-3 - 9 december 1992 Boltic-Västerås 5-1 - 9 december 1992 Ljusdal-Selånger 2-5 - 9 december 1992 Sirius-Falun 2-3 - 16 december 1992 Edsbyn-Ljusdal 5-2 - 16 december 1992 Falun-Boltic 2-7 - 16 december 1992 Selånger-Sandviken 4-1 - 16 december 1992 Västerås-Sirius 5-3 | - 26 december 1992 Boltic-Falun 6-1 - 26 december 1992 Ljusdal-Edsbyn 4-1 - 26 december 1992 Sandviken-Selånger 5-4 - 26 december 1992 Sirius-Västerås 2-10 - 27 december 1992 Edsbyn-Sandviken 4-11 - 27 december 1992 Falun-Sirius 2-6 - 27 december 1992 Selånger-Ljusdal 7-3 - 27 december 1992 Västerås-Boltic 5-6 - 30 december 1992 Boltic-Edsbyn 15-3 - 30 december 1992 Ljusdal-Västerås 3-5 - 30 december 1992 Sandviken-Falun 6-3 - 30 december 1992 Sirius-Selånger 3-5 - 3 januari 1993 Falun-Selånger 3-5 - 3 januari 1993 Ljusdal-Boltic 3-4 - 3 januari 1993 Sandviken-Sirius 3-4 - 3 januari 1993 Västerås-Edsbyn 4-4 - 6 januari 1993 Boltic-Sandviken 8-3 - 6 januari 1993 Edsbyn-Falun 4-2 - 6 januari 1993 Selånger-Västerås 2-4 - 6 januari 1993 Sirius-Ljusdal 6-5 - 13 januari 1993 Ljusdal-Sandviken 4-3 - 13 januari 1993 Selånger-Edsbyn 2-2 - 13 januari 1993 Sirius-Boltic 3-6 - 13 januari 1993 Västerås-Falun 6-3 - 17 januari 1993 Boltic-Selånger 6-1 - 17 januari 1993 Edsbyn-Sirius 8-5 - 17 januari 1993 Falun-Ljusdal 5-4 - 17 januari 1993 Sandviken-Västerås 2-1 |

### Södergruppen
| - 22 november 1992 IFK Kungälv-Nässjö IF 1-2 - 22 november 1992 IFK Motala-IFK Vänersborg 5-1 - 22 november 1992 Vetlanda BK-Ale Surte SK 8-4 - 22 november 1992 Villa Lidköping BK-Tranås BoIS 8-2 - 25 november 1992 Ale Surte-Villa Lidköping 2-5 - 25 november 1992 Nässjö-Motala 1-3 - 25 november 1992 Tranås-Vetlanda 3-9 - 25 november 1992 Vänersborg-Kungälv 3-3 - 29 november 1992 Ale Surte-Nässjö 4-3 - 29 november 1992 Tranås-Vänersborg 11-6 - 29 november 1992 Vetlanda-Kungälv 5-2 - 29 november 1992 Villa Lidköping-Motala 6-2 - 2 december 1992 Kungälv-Tranås 4-7 - 2 december 1992 Motala-Ale Surte 11-2 - 2 december 1992 Nässjö-Villa Lidköping 3-3 - 2 december 1992 Vänersborg-Vetlanda 3-9 - 6 december 1992 Kungälv-Motala 1-3 - 6 december 1992 Tranås-Ale Surte 5-3 - 6 december 1992 Vetlanda-Villa Lidköping 4-3 - 6 december 1992 Vänersborg-Nässjö 1-3 - 8 december 1992 Motala-Tranås 2-3 - 8 december 1992 Villa Lidköping-Kungälv 8-3 - 9 december 1992 Ale Surte-Vänersborg 4-1 - 9 december 1992 Nässjö-Vetlanda 4-6 - 16 december 1992 Kungälv-Ale Surte 3-3 - 16 december 1992 Tranås-Nässjö 3-4 - 16 december 1992 Vetlanda-Motala 4-2 - 16 december 1992 Vänersborg-Villa Lidköping 3-3 | - 26 december 1992 Ale Surte-Kungälv 4-2 - 26 december 1992 Motala-Vetlanda 2-11 - 26 december 1992 Nässjö-Tranås 8-2 - 26 december 1992 Villa Lidköping-Vänersborg 3-3 - 27 december 1992 Kungälv-Villa Lidköping 5-2 - 27 december 1992 Tranås-Motala 7-5 - 27 december 1992 Vetlanda-Nässjö 4-1 - 27 december 1992 Vänersborg-Ale Surte 11-3 - 30 december 1992 Ale Surte-Tranås 2-1 - 30 december 1992 Motala-Kungälv 4-3 - 30 december 1992 Nässjö-Vänersborg 4-4 - 30 december 1992 Villa Lidköping-Vetlanda 5-5 - 3 januari 1993 Ale Surte-Motala 2-3 - 3 januari 1993 Tranås-Kungälv 5-7 - 3 januari 1993 Vetlanda-Vänersborg 10-1 - 3 januari 1993 Villa Lidköping-Nässjö 4-2 - 6 januari 1993 Kungälv-Vetlanda 5-9 - 6 januari 1993 Motala-Villa Lidköping 1-3 - 6 januari 1993 Nässjö-Ale Surte 7-1 - 6 januari 1993 Vänersborg-Tranås 6-2 - 13 januari 1993 Kungälv-Vänersborg 3-4 - 13 januari 1993 Motala-Nässjö 1-1 - 13 januari 1993 Vetlanda-Tranås 10-4 - 13 januari 1993 Villa Lidköping-Ale Surte 3-2 - 17 januari 1993 Ale Surte-Vetlanda 4-8 - 17 januari 1993 Nässjö-Kungälv 7-4 - 17 januari 1993 Tranås-Villa Lidköping 4-8 - 17 januari 1993 Vänersborg-Motala 5-2 |

### Elitserien
| - 22 januari 1993 IF Boltic-Nässjö IF 11-0 - 22 januari 1993 IFK Motala-Sandvikens AIK 1-8 - 22 januari 1993 Vetlanda BK-Selånger Bandy 3-1 - 22 januari 1993 Västerås SK-Villa Lidköping BK 3-2 - 24 januari 1993 Nässjö-Västerås 2-5 - 24 januari 1993 Sandviken-Vetlanda 9-5 - 24 januari 1993 Selånger-Motala 5-3 - 24 januari 1993 Villa Lidköping-Boltic 2-2 - 27 januari 1993 Motala-Villa Lidköping 6-4 - 27 januari 1993 Selånger-Sandviken 2-4 - 27 januari 1993 Vetlanda-Nässjö 5-3 - 27 januari 1993 Västerås-Boltic 3-2 - 12 februari 1993 Boltic-Selånger 5-1 - 12 februari 1993 Nässjö-Motala 1-6 - 12 februari 1993 Sandviken-Västerås 2-4 - 12 februari 1993 Villa Lidköping-Vetlanda 6-3 | - 14 februari 1993 Boltic-Sandviken 3-2 - 14 februari 1993 Vetlanda-Motala 0-2 - 14 februari 1993 Villa Lidköping-Nässjö 3-3 - 14 februari 1993 Västerås-Selånger 13-2 - 17 februari 1993 Motala-Boltic 2-2 - 17 februari 1993 Sandviken-Villa Lidköping 6-3 - 17 februari 1993 Selånger-Nässjö 3-3 - 17 februari 1993 Vetlanda-Västerås 5-5 - 21 februari 1993 Boltic-Vetlanda 5-3 - 21 februari 1993 Nässjö-Sandviken 4-2 - 21 februari 1993 Villa Lidköping-Selånger 4-1 - 21 februari 1993 Västerås-Motala 8-1 |

### Allsvenska fortsättningsserien
| - 22 januari 1993 Edsbyns IF-Tranås BoIS 5-7 - 22 januari 1993 IFK Kungälv-Falu BS 2-1 - 22 januari 1993 IK Sirius-Ale Surte SK 7-0 - 22 januari 1993 IFK Vänersborg-Ljusdals BK 1-2 - 24 januari 1993 Ale Surte-Edsbyn 2-0 - 24 januari 1993 Falun-Vänersborg 0-3 - 24 januari 1993 Ljusdal-Kungälv 3-1 - 24 januari 1993 Tranås-Sirius 6-5 - 27 januari 1993 Edsbyn-Sirius 4-1 - 27 januari 1993 Kungälv-Tranås 6-2 - 27 januari 1993 Ljusdal-Falun 4-1 - 27 januari 1993 Vänersborg-Ale Surte 5-1 - 12 februari 1993 Ale Surte-Kungälv 3-2 - 12 februari 1993 Falun-Edsbyn 3-8 - 12 februari 1993 Sirius-Ljusdal 6-2 - 12 februari 1993 Tranås-Vänersborg 1-7 | - 14 februari 1993 Edsbyn-Ljusdal 3-3 - 14 februari 1993 Sirius-Falun 5-2 - 14 februari 1993 Tranås-Ale Surte 4-5 - 14 februari 1993 Vänersborg-Kungälv 2-2 - 17 februari 1993 Falun-Tranås 6-9 - 17 februari 1993 Kungälv-Sirius 4-3 - 17 februari 1993 Ljusdal-Ale Surte 6-1 - 17 februari 1993 Vänersborg-Edsbyn 3-3 - 21 februari 1993 Ale Surte-Falun 2-7 - 21 februari 1993 Edsbyn-Kungälv 6-5 - 21 februari 1993 Sirius-Vänersborg 5-2 - 21 februari 1993 Tranås-Ljusdal 3-2 |

## Slutspel om svenska mästerskapet 1993

### Åttondelsfinaler (UEFA:s cupmodell)
- 23 februari 1993: IK Sirius-Nässjö IF 6-1
- 23 februari 1993: Ljusdals BK-Selånger SK 3-3
- 25 februari 1993: Nässjö IF-IK Sirius 3-3 (IK Sirius vidare)
- 25 februari 1993: Selånger SK-Ljusdals BK 7-6 (Selånger SK vidare)

### Kvartsfinaler (bäst av fem matcher)
- 28 februari 1993: Västerås SK-Selånger SK 8-0
- 28 februari 1993: Sandvikens AIK-Vetlanda BK 1-5
- 28 februari 1993: IF Boltic-IK Sirius 4-1
- 28 februari 1993: IFK Motala-Villa Lidköping BK 0-6
- 3 mars 1993: Selånger SK-Västerås SK 3-8
- 3 mars 1993: Vetlanda BK-Sandvikens AIK 8-2
- 3 mars 1993: IK Sirius-IF Boltic 3-4
- 3 mars 1993: Villa Lidköping BK-IFK Motala 3-2 sudden death
- 5 mars 1993: Västerås SK-Selånger SK 10-4 (Västerås SK vidare med 2-0 i matcher)
- 5 mars 1993: Sandvikens AIK-Vetlanda BK 9-1
- 5 mars 1993: IF Boltic-IK Sirius 6-2 (IF Boltic vidare med 3-0 i matcher)
- 5 mars 1993: IFK Motala-Villa Lidköping BK 2-6 (Villa Lidköping BK vidare med 3-0 i matcher)
- 7 mars 1993: Vetlanda BK-Sandvikens AIK 3-4 sudden death
- 9 mars 1993: Sandvikens AIK-Vetlanda BK 6-3 (Sandvikens AIK vidare med 3-2 i matcher)

### Semifinaler (bäst av tre matcher)
- 12 mars 1993: Västerås SK-Sandvikens AIK 3-2 sudden death
- 12 mars 1993: IF Boltic-Villa Lidköping BK 6-4

- 14 mars 1993: Sandvikens AIK-Västerås SK 5-3
- 14 mars 1993: Villa Lidköping BK-IF Boltic 4-3 sudden death

- 16 mars 1993: Västerås SK-Sandvikens AIK 7-3 (Västerås SK vidare med 2-0 i matcher)
- 16 mars 1993: IF Boltic-Villa Lidköping BK 9-7 straffslag (IF Boltic vidare med 2-0 i matcher)

### Final
- 21 mars 1993: Västerås SK-IF Boltic 5-4, sudden death (Studenternas IP, Uppsala)